# Algoritmo Buhlmann
L'algoritmo Bühlmann è un algoritmo di decompressione usato nelle omonime tabelle Bühlmann, delle tabelle di decompressione create dal Dott. Albert Bühlmann (16. Maggio 1923; † 16. Marzo 1994), ricercatore nell'ambito della teoria della decompressione al Laboratory of Hyperbaric Physiology dell'Ospedale Universitario di Zurigo, Svizzera.
I risultati delle ricerche di Bühlmann, in collaborazione con il Dr. Max Hahn, che iniziarono nel 1959, furono pubblicati nel 1983 sul libro tedesco intitolato Decompression: Decompression Sickness.
Il libro fu considerato come il più completo saggio sulla malattia da decompressione e sul calcolo per evitarla; in seguito l'algoritmo fu utilizzato per i computer subacquei.
Nel 1987 fu sviluppato il SAA Bühlmann System, usato con le tabelle decompressive come set di regole per poter calcolare immersioni in curva di sicurezza. Queste tabelle sono tuttora utilizzate in alcuni computer subacquei.
Bühlmann sviluppò anche le teorie sulle miscele di gas, con cui il subacqueo Hannes Keller raggiunse nel lago di Zurigo nel novembre del 1959 una profondità di 131 metri. Lo stesso Keller si immerse poi nel 1962 davanti alle coste dell'isola di Santa Catalina (California), raggiungendo la profondità di 313 metri. Tale record fu assistito dalla US Navy.

## Versioni
Sono state sviluppate diverse versioni dell'algoritmo di Bühlmann, sia da parte di Bühlmann che da parte dei lavoratori successivi. La convenzione di denominazione utilizzata per identificare gli algoritmi è un codice che inizia da ZH-L, da Zurigo (ZH), i limiti (L) seguito dal numero di comparti dei tessuti e altri identificatori univoci. Per esempio:
- ZHL-16 o ZH-L16A: l'algoritmo originale a 16 compartimenti (nessun conservatorismo).
- ZHL-16B: l'algoritmo a 16 compartimenti modificato per tabelle, utilizzando valori “a” leggermente più conservativi, principalmente nei compartimenti centrali. Recentemente utilizzato nei computer subacquei con unità processore ad alte prestazioni, è più flessibile (soprattutto nelle immersioni tecniche) rispetto allo ZHL16C
- ZHL-16C: l'algoritmo a 16 compartimenti con ulteriore modifica dei valori "a" intermedi e più veloci, destinato ad essere utilizzato come "pacchetto" nei computer subacquei. Può essere utilizzato con quasi tutte le unità di elaborazione di basso livello ma è meno flessibile rispetto allo ZHL16B.
- ZHL-8: una versione che utilizza un numero ridotto di scomparti dei tessuti per ridurre il carico computazionale per i computer subacquei.
- ZHL-8 ADT: modello adattivo a 8 compartimenti utilizzato da Uwatec. Questo modello può ridurre il limite di non sosta o richiedere al subacqueo di completare una sosta di decompressione compensativa dopo una violazione della velocità di risalita, un livello di lavoro elevato durante l'immersione o una bassa temperatura dell'acqua. Questo algoritmo viene utilizzato in computer in grado di monitorare accuratamente il consumo di aria e la velocità istantanea del consumo di aria per modellare il carico di lavoro (sforzo) attraverso le variazioni del tasso di consumo di gas, che consente la modellizzazione dell'obbligo di decompressione aggiuntivo basato sullo sforzo in profondità. Monitora anche la temperatura ambiente e seleziona di conseguenza la scelta del tessuto a rischio. Ciò comporta decompressioni anticipate e più lunghe in acque più fredde.
- ZHL-8 ADT MB: una versione di ZHL-8 ADT per di sopprimere la formazione di microbolle.
- ZHL – 8 ADT MB PDIS: tappe intermedie determinate dal profilo.
- ZHL-8 ADT MB PMG: Predictive Multi-Gas: per le immersioni con più gas.
- ZHL-16 ADT DD: modello adattivo a 16 compartimenti utilizzato da Uwatec per i propri computer abilitati per trimix. Modificato nei compartimenti centrali dall'originale ZHL-C, è adattivo al carico di lavoro subacqueo e include soste intermedie determinate dal profilo. La modifica del profilo avviene mediante "Livelli MB" anziché fattori di gradiente.
- ZHL-12